# Modena Football Club 1992-1993
Questa pagina raccoglie le informazioni riguardanti il Modena Football Club nelle competizioni ufficiali della stagione 1992-1993.

## Stagione
Nella stagione 1992-1993 il Modena è stato affidato al tecnico Pierluigi Frosio, ha disputato il campionato di Serie B, raggiungendo la salvezza con due giornate di anticipo sulla chiusura del torneo, ha raccolto 33 punti ottenendo il quindicesimo posto. Con 16 reti, delle quali 4 su calcio di rigore, il miglior realizzatore di questa stagione è stato ancora una volta Fabrizio Provitali. Nella Coppa Italia i canarini nel primo turno hanno superato in trasferta la Casertana, nel secondo turno sono stati eliminati dal Napoli con due sonore sconfitte.

## Rosa

Giuseppe Baresi, alla prima stagione con il Modena.

| N. |                   | Ruolo | Calciatore           |
| -- | ----------------- | ----- | -------------------- |
|    | Italia (bandiera) | D     | Daniele Adani        |
|    | Italia (bandiera) | P     | Alessio Bandieri     |
|    | Italia (bandiera) | D     | Giuseppe Baresi      |
|    | Italia (bandiera) | D     | Fabrizio Boccaccini  |
|    | Italia (bandiera) | C     | Mario Massimo Caruso |
|    | Italia (bandiera) | C     | Roberto Cavaletti    |
|    | Italia (bandiera) | D     | Gianfranco Circati   |
|    | Italia (bandiera) | C     | Gianmario Consonni   |
|    | Italia (bandiera) | C     | Alessandro Cucciari  |
|    | Italia (bandiera) | D     | Marino D'Aloisio     |
|    | Italia (bandiera) | A     | Luca Gonano          |
|    | Italia (bandiera) | A     | Luis Landini         |
|    | Italia (bandiera) | P     | Alessandro Lazzarini |

| N. |                   | Ruolo | Calciatore          |
| -- | ----------------- | ----- | ------------------- |
|    | Italia (bandiera) | C     | Livio Maranzano     |
|    | Italia (bandiera) | P     | Massimo Meani       |
|    | Italia (bandiera) | C     | Stefano Mobili      |
|    | Italia (bandiera) | A     | Fabio Modelli       |
|    | Italia (bandiera) | D     | Vincenzo Montalbano |
|    | Italia (bandiera) | D     | Luca Moz            |
|    | Italia (bandiera) | A     | Raffaele Paolino    |
|    | Italia (bandiera) | D     | Massimo Pellegrini  |
|    | Italia (bandiera) | C     | Mauro Picconi       |
|    | Italia (bandiera) | A     | Fabrizio Provitali  |
|    | Italia (bandiera) | D     | Viero Vignoli       |
|    | Italia (bandiera) | C     | Lamberto Zauli      |

## Risultati

### Campionato

#### Girone di andata
| Arbitro: | Bolognino (Milano) |

|                                    |           |  |
| Bierhoff 29’ Zaini 38’ Troglio 90’ | Marcatori |  |

| Arbitro: | Braschi (Prato) |

|             |           |  |
| Picconi 43’ | Marcatori |  |

| Arbitro: | Franceschini (Bari) |

|                                        |           |                                    |
| Gabrieli 1’ Montrone 16’, 26’ Di Livio | Marcatori | 45’ (rig.) Provitali 90’ M. Caruso |

| Arbitro: | Ceccarini (Livorno) |

|             |           |  |
| Paolino 49’ | Marcatori |  |

| Arbitro: | Bazzoli (Merano) |

|            |           |  |
| Hubner 60’ | Marcatori |  |

| Arbitro: | Beschin (Legnago) |

|               |           |                         |
| Provitali 60’ | Marcatori | 88’ (rig.) P. Sacchetti |

| Pisa 18 ottobre 1992 7ª giornata | Pisa                 | 0 – 0 | Modena | Stadio Arena Garibaldi\| Arbitro: \| Pairetto (Nichelino) \| |
| Arbitro:                         | Pairetto (Nichelino) |       |        |                                                              |

| Arbitro: | Borriello (Mantova) |

|               |           |                         |
| Provitali 80’ | Marcatori | 5’ Nicolini 26’ Dezotti |

| Lecce 1º novembre 1992 9ª giornata | Lecce                  | 0 – 0 | Modena | Stadio Via del Mare\| Arbitro: \| Conocchiari (Macerata) \| |
| Arbitro:                           | Conocchiari (Macerata) |       |        |                                                             |

| Modena 8 novembre 1992 10ª giornata | Modena  | 0 – 0 | Cosenza | Stadio Alberto Braglia\| Arbitro: \| Dinelli \| |
| Arbitro:                            | Dinelli |       |         |                                                 |

| Arbitro: | Boggi (Salerno) |

|                            |           |                              |
| Provitali 45’ Consonni 68’ | Marcatori | 48’ F. Caruso 75’ M. Coppola |

| Arbitro: | Sguizzato (Verona) |

|  |           |            |
|  | Marcatori | 74’ Mobili |

| Arbitro: | Cardona (Milano) |

|             |           |              |
| Paolino 62’ | Marcatori | 55’ E. Rossi |

| Arbitro: | Merlino (Torre del Greco) |

|                         |           |  |
| Artistico 26’ Soldà 52’ | Marcatori |  |

| Arbitro: | Stafoggia (Pesaro) |

|                        |           |  |
| Cavezzi 40’ Farris 72’ | Marcatori |  |

| Arbitro: | Brignoccoli (Ancona) |

|               |           |  |
| Provitali 39’ | Marcatori |  |

| Arbitro: | Racalbuto (Gallarate) |

|                                      |           |               |
| De Vitis 18’ (rig.) Turrini 29’, 87’ | Marcatori | 11’ M. Caruso |

| Arbitro: | Luci (Firenze) |

|                                  |           |  |
| Paolino 40’ Provitali 84’ (rig.) | Marcatori |  |

| Arbitro: | Arena (Ercolano) |

|                        |           |             |
| Alessio 21’ Protti 31’ | Marcatori | 62’ Paolino |

#### Girone di ritorno
| Arbitro: | Bettin (Padova) |

|                                     |           |              |
| Provitali 28’ (rig.), 52’, 68’, 85’ | Marcatori | 45’ Di Rocco |

| Taranto 31 gennaio 1993 21ª giornata | Taranto         | 0 – 0 | Modena | Stadio Erasmo Iacovone\| Arbitro: \| Cesari (Genova) \| |
| Arbitro:                             | Cesari (Genova) |       |        |                                                         |

| Arbitro: | Rodomonti (Teramo) |

|                        |           |  |
| Paolino 19’ Gonano 86’ | Marcatori |  |

| Arbitro: | Fabricatore (Roma) |

|                          |           |                   |
| Ciocci 26’ Paramatti 61’ | Marcatori | 68’ M. Pellegrini |

| Arbitro: | Bolognino (Milano) |

|                           |           |              |
| Paolino 44’ Provitali 49’ | Marcatori | 77’ Gautieri |

| Arbitro: | Brignoccoli (Ancona) |

|             |           |  |
| Corrado 64’ | Marcatori |  |

| Modena 14 marzo 1993 26ª giornata | Modena           | 0 – 0 | Pisa | Stadio Alberto Braglia\| Arbitro: \| Arena (Ercolano) \| |
| Arbitro:                          | Arena (Ercolano) |       |      |                                                          |

| Arbitro: | Franceschini (Bari) |

|                                 |           |  |
| Dezotti 69’ Nicolini 84’ (rig.) | Marcatori |  |

| Arbitro: | Trentalange (Torino) |

|            |           |                |
| Gonano 55’ | Marcatori | 90’ Ceramicola |

| Arbitro: | Dinelli (Lucca) |

|                    |           |  |
| Marulla 33’ (rig.) | Marcatori |  |

| Arbitro: | Beschin (Legnago) |

|  |           |              |
|  | Marcatori | 5’ Provitali |

| Arbitro: | Bazzoli (Merano) |

|                          |           |                       |
| Gonano 45’ Provitali 59’ | Marcatori | 27’ Rastelli 40’ Paci |

| Arbitro: | Cardona (Milano) |

|  |           |                          |
|  | Marcatori | 84’ (rig.) M. Pellegrini |

| Arbitro: | Braschi (Prato) |

|             |           |               |
| Paolino 74’ | Marcatori | 39’ Artistico |

| Modena 16 maggio 1993 34ª giornata | Modena                                 | 0 – 0 | Ternana | Stadio Alberto Braglia\| Arbitro: \| Pellegrino (Barcellona Pozzo di Gotto) \| |
| Arbitro:                           | Pellegrino (Barcellona Pozzo di Gotto) |       |         |                                                                                |

| Arbitro: | Racalbuto (Gallarate) |

|                  |           |              |
| Gerolin 36’, 78’ | Marcatori | 80’ Consonni |

| Arbitro: | Pairetto (Nichelino) |

|               |           |                             |
| Maranzano 64’ | Marcatori | 16’ Carannante 68’ De Vitis |

| Arbitro: | Bolognino (Milano) |

|                   |           |               |
| Romano 86’ (rig.) | Marcatori | 28’ Provitali |

| Arbitro: | Pellegrino (Barcellona Pozzo di Gotto) |

|               |           |                        |
| Provitali 43’ | Marcatori | 32’ Alessio 84’ Protti |

## Coppa Italia
| Arbitro: | Racalbuto (Gallarate) |

|  |           |               |
|  | Marcatori | 30’ Provitali |

| Arbitro: | Beschin (Legnago) |

|                                              |           |  |
| Ferrante 13’ Policano 50’ Fonseca 82’ (rig.) | Marcatori |  |

| Arbitro: | Cardona (Milano) |

|  |           |                                            |
|  | Marcatori | 48’ (rig.), 71’ Careca 80’ (rig.) Ferrante |